# Coffin Rock
Coffin Rock är en klippa i Sydgeorgien och Sydsandwichöarna (Storbritannien). Den ligger i den östra delen av Sydgeorgien och Sydsandwichöarna.
Terrängen runt Coffin Rock är bergig åt sydväst, men söderut är den kuperad. Havet är nära Coffin Rock åt nordost.  Det finns inga samhällen i närheten. 